# (811) Наугейма
(811) Наугейма (лат. Nauheima) — астероид главного пояса, открытый 8 сентября 1915 года немецким астрономом Максом Вольфом в обсерватории Гейдельберг и названный в честь города Бад-Наухайм, курорта в Западной Германии.

## Сближения
| дата            | а. е.    | расстояний до Луны | небесное тело |
| --------------- | -------- | ------------------ | ------------- |
| 09.10.1968 3:21 | 0,029612 | 11,5               | Церера        |